# 1823 год в науке
В 1823 году были различные научные и технологические события, некоторые из которых представлены ниже.

## События
- Началось кругосветное плавание шлюпа «Предприятие» под командой капитана Отто Евстафьевича Коцебу, продолжавшееся 3 года.
- Основан Алтайский государственный краеведческий музей.
- Найден остров-призрак Новая Южная Гренландия.
- Основано Королевское азиатское общество Великобритании и Ирландии.
- Опубликована линия Жоре изоглосса ойльских языков.
- Филип Опиц выпустил каталог-определитель растений.
- Эдвард Сэбин доплыл до Гренландии.
- Чарльз Макинтош получил патент на производство водоотталкивающей ткани.
- Основана Кембриджская обсерватория.

## Открытия
- Сформулирован Фотометрический парадокс

## Премии и награды
- Медаль Копли — Джон Понд

## Родились
- 8 января — Альфред Рассел Уоллес, британский натуралист, путешественник, географ, биолог и антрополог.
- 3 февраля — Спенсер Фуллертон Бэрд, американский орнитолог, ихтиолог и герпетолог.
- 30 апреля — Поль Жане, французский философ (ум. 1899).
- 22 декабря Жан Анри Фабр, французский энтомолог.

## Скончались
- 11 сентября — Давид Рикардо, английский экономист, классик политической экономии (род. 1772).
- 30 октября — Эдмунд Картрайт, английский изобретатель (род. 1748).
- 3 декабря — Джованни Баттиста Бельцони, итальянский путешественник (род. 1778).